# Phare de Castletownbere
Le phare de Castletownbere est un feu maritime d'entrée du port de Castletownbere dans la Baie de Bantry dans le comté de Cork (Irlande).
Il est géré par les Commissioners of Irish Lights.

## Histoire
La lumière directionnelle de Castletownbere a été établi en 1965. C'était un local technique octogonal, peint en blanc, de 4 m de haut portant le panneau lumineux. Ce local, positionné en bout de l'île Dinish, est inactif depuis 2011.
Il a été remplacé en 2010, par une tour cylindrique blanche avec une bande noire. Le feu directionnel, à 7 m au-dessus du niveau de la mer, émet selon secteur un flash blanc rouge et vert toutes les 5 secondes.